# Anticarsia acutilinea
Anticarsia acutilinea là một loài bướm đêm trong họ Erebidae.